# کوئینی اسمیت
کوئینی اسمیت (انگلیسی: Queenie Smith؛ ‏ ۸ سپتامبر ۱۸۹۸ – ۵ اوت ۱۹۷۸) بازیگر اهل ایالات متحده آمریکا بود. وی بین سال‌های ۱۹۱۵ تا ۱۹۷۸ میلادی فعالیت می‌کرد.
از فیلم‌ها یا برنامه‌های تلویزیونی که وی در آن نقش داشته‌است، می‌توان به قایق نمایش، خانواده والتون، آدمکش‌ها، گودال مار، بوی خوش موفقیت، در زنجیر، میسیسیپی، خواهر من آیلین، و نوکتورن اشاره کرد.

## مرگ
اسمیت در سن ۷۹ سالگی بر اثر سرطان درگذشت.